# Breaking Hearts Tour
Die Breaking Hearts Tour war eine weltweite Konzerttournee des britischen Sängers und Pianisten Elton John, auf der er sein 1984 veröffentlichtes und namensgebendes Studioalbum Breaking Hearts vorstellte.

## Hintergrund
Elton John und seine Mitmusiker starteten die Breaking Hearts Tour bereits zwei Monate vor Veröffentlichung von Breaking Hearts am 17. April 1984 in Sarajevo und beendeten sie am 18. November des gleichen Jahres in Tampa. Die 114 Auftritte umfassende Tour führte John und seine Band durch Europa und Nordamerika. Auf dem europäischen Tourabschnitt, der „European Express“ genannt wurde, tat John in Ländern auf, in denen er zuvor noch nie gespielt hatte, dazu gehörten mehrere Länder des damaligen Warschauer Paktes (Polen, Tschechoslowakei, Ungarn, Jugoslawien) sowie Italien, Österreich und Spanien.
Bei seinem Auftritt im Ludwigshafener Südweststadion, das im Rahmen des dortigen SWF3 Open Air stattfand, spielte John in Deutschland erstmals vor mehr als 40.000 Zuschauern. Im Vorprogramm dieses Konzertes traten u. a. Joan Baez, Gianna Nannini, Howard Jones und Depeche Mode auf.
Bei einem der Konzerte im New Yorker Madison Square Garden schaffte es Elton John wegen gesundheitlicher Probleme nicht von seinem Konzertflügel aufzustehen, er konnte erst mit dem Konzert fortfahren, nachdem er ungefähr eine halbe Minute mit Sauerstoff versorgt worden war.
Das Abschlusskonzert der Tour am 18. November 1984 in Tampa war gleichzeitig das Konzert Johns mit dessen langjährigem Bassisten Dee Murray, der sich hinterher aus dem Tourneegeschäft zurückzog und bis zu seinem Tod im Januar 1992 nur noch als reiner Studiomusiker in Nashville arbeitete.

## Liveaufnahmen
Das Abschlusskonzert der Europa-Tournee, welches am 30. Juni 1984 im Londoner Wembley-Stadion stattfand, wurde von der BBC und dem US-amerikanischen Sender Showtime für ihre jeweiligen TV-Specials mitgefilmt und erschien im gleichen Jahr unter dem Titel Night and Day Concert auf VHS. Eine Wiederveröffentlichung auf DVD oder Blu-ray Disc ist bis heute offiziell nicht erfolgt.

## Setlist

### Setlist Europa
- Tiny Dancer
- Hercules
- Rocket Man
- Daniel
- Restless
- Candle in the Wind
- The Bitch Is Back
- Don’t Let the Sun Go Down on Me
- Sad Songs (Say So Much)
- Bennie and the Jets
- Sorry Seems to Be the Hardest Word
- Philadelphia Freedom
- Blue Eyes
- I Guess That’s Why They Call It the Blues
- Kiss the Bride
- One More Arrow
- Too Low for Zero
- I’m Still Standing
- Your Song
- Saturday Night’s Alright (for Fighting)
- Crocodile Rock
- Song for Guy
- Medley (Whole Lotta Shakin’ Goin’ On/I Saw Her Standing There/Twist and Shout)

### Setlist Nordamerika
- Tiny Dancer
- Levon
- Lil’ Frigerator
- Rocket Man
- Daniel
- Restless
- Candle in the Wind
- The Bitch Is Back
- Don’t Let the Sun Go Down on Me
- Who Wears these Shoes
- Sad Songs (Say So Much)
- Bennie and the Jets
- Sorry Seems to Be the Hardest Word
- Philadelphia Freedom
- Blue Eyes
- I Guess That’s Why They Call It the Blues
- Kiss the Bride
- One More Arrow (nach dem 5. November 1984 nicht mehr)
- Too Low for Zero (nach dem 29. September 1984 nicht mehr)
- I’m Still Standing
- Your Song
- Saturday Night’s Alright (for Fighting)
- Goodbye Yellow Brick Road
- Crocodile Rock

## Tourdaten
| Nr.                                | Datum                              | Stadt                              | Land                                           | Veranstaltungsort                      | Anmerkungen                        |
| Leg 1 – Europa („Europan Express“) | Leg 1 – Europa („Europan Express“) | Leg 1 – Europa („Europan Express“) | Leg 1 – Europa („Europan Express“)             | Leg 1 – Europa („Europan Express“)     | Leg 1 – Europa („Europan Express“) |
| ---------------------------------- | ---------------------------------- | ---------------------------------- | ---------------------------------------------- | -------------------------------------- | ---------------------------------- |
| 1                                  | 17. April 1984                     | Sarajevo                           | Jugoslawien Sozialistische Föderative Republik | Olimpijska dvorana Zetra               |                                    |
| 2                                  | 18. April 1984                     | Belgrad                            | Jugoslawien Sozialistische Föderative Republik | Hala Pionir                            |                                    |
| 3                                  | 19. April 1984                     | Zagreb                             | Jugoslawien Sozialistische Föderative Republik | Dom Sportova                           |                                    |
| 4                                  | 21. April 1984                     | Budapest                           | Ungarn                                         | Sportcsarnok                           |                                    |
| 5                                  | 22. April 1984                     | Budapest                           | Ungarn                                         | Sportcsarnok                           |                                    |
| 6                                  | 24. April 1984                     | Prag                               | Tschechoslowakei                               | Palác kultury                          |                                    |
| 7                                  | 25. April 1984                     | Ostrava                            | Tschechoslowakei                               | Zimní stadion Havířov                  |                                    |
| 8                                  | 26. April 1984                     | Katowice                           | Polen                                          | Spodek                                 |                                    |
| 9                                  | 27. April 1984                     | Warschau                           | Polen                                          | Sala Kongresowa                        |                                    |
| 10                                 | 28. April 1984                     | Danzig                             | Polen                                          | Hala Olivia                            |                                    |
| 11                                 | 30. April 1984                     | Stockholm                          | Schweden                                       | Johanneshovs Isstadion                 |                                    |
| 12                                 | 2. Mai 1984                        | Drammen                            | Norwegen                                       | Drammenshallen                         |                                    |
| 13                                 | 4. Mai 1984                        | Kopenhagen                         | Danemark                                       | Valby-Hallen                           |                                    |
| 14                                 | 5. Mai 1984                        | Brøndby                            | Danemark                                       | Brøndby Hallen                         |                                    |
| 15                                 | 6. Mai 1984                        | Rotterdam                          | Niederlande                                    | Sportpaleis Ahoy’                      |                                    |
| 16                                 | 7. Mai 1984                        | Brüssel                            | Belgien                                        | Forest National                        |                                    |
| 17                                 | 8. Mai 1984                        | Brüssel                            | Belgien                                        | Forest National                        |                                    |
| 18                                 | 11. Mai 1984                       | Köln                               | Deutschland                                    | Sporthalle                             |                                    |
| 19                                 | 12. Mai 1984                       | Essen                              | Deutschland                                    | Grugahalle                             |                                    |
| 20                                 | 13. Mai 1984                       | Essen                              | Deutschland                                    | Grugahalle                             |                                    |
| 21                                 | 14. Mai 1984                       | Bremen                             | Deutschland                                    | Stadthalle                             |                                    |
| 22                                 | 15. Mai 1984                       | Stuttgart                          | Deutschland                                    | Schleyerhalle                          |                                    |
| 23                                 | 17. Mai 1984                       | Hannover                           | Deutschland                                    | Stadionsporthalle                      |                                    |
| 24                                 | 18. Mai 1984                       | Berlin                             | Deutschland                                    | Waldbühne                              |                                    |
| 25                                 | 20. Mai 1984                       | Bad Segeberg                       | Deutschland                                    | Kalkbergstadion                        |                                    |
| 26                                 | 22. Mai 1984                       | München                            | Deutschland                                    | Olympiahalle                           |                                    |
| 27                                 | 23. Mai 1984                       | Wien                               | Osterreich                                     | Stadthalle                             |                                    |
| 28                                 | 25. Mai 1984                       | Genf                               | Schweiz                                        | Patinoire des Vernets                  |                                    |
| 29                                 | 26. Mai 1984                       | Zürich                             | Schweiz                                        | Hallenstadion                          |                                    |
| 30                                 | 27. Mai 1984                       | Zürich                             | Schweiz                                        | Hallenstadion                          |                                    |
| 31                                 | 28. Mai 1984                       | Paris                              | Frankreich                                     | Palais Omnisport de Bercy              |                                    |
| 32                                 | 29. Mai 1984                       | Paris                              | Frankreich                                     | Palais Omnisport de Bercy              |                                    |
| 33                                 | 30. Mai 1984                       | Paris                              | Frankreich                                     | Palais Omnisport de Bercy              |                                    |
| 34                                 | 31. Mai 1984                       | Grenoble                           | Frankreich                                     | Palais des Sports Pierre Mendès France |                                    |
| 35                                 | 2. Juni 1984                       | Ludwigshafen                       | Deutschland                                    | Südweststadion                         | SWF3 Open Air                      |
| 36                                 | 4. Juni 1984                       | Orange                             | Frankreich                                     | Théâtre Antique                        |                                    |
| 37                                 | 5. Juni 1984                       | Nizza                              | Frankreich                                     | Palais des Congrès Acropolis           |                                    |
| 38                                 | 6. Juni 1984                       | Toulouse                           | Frankreich                                     | Palais des Sports                      |                                    |
| 39                                 | 8. Juni 1984                       | Madrid                             | Spanien                                        | Palacio de los Deportes                |                                    |
| 40                                 | 9. Juni 1984                       | Barcelona                          | Spanien                                        | Palau Municipal d’Esports              |                                    |
| 41                                 | 11. Juni 1984                      | Mailand                            | Italien                                        | Teatro Tenda di Lampugnano             |                                    |
| 42                                 | 12. Juni 1984                      | Mailand                            | Italien                                        | Teatro Tenda di Lampugnano             |                                    |
| 43                                 | 15. Juni 1984                      | Belfast                            | Nordirland                                     | King’s Hall                            |                                    |
| 44                                 | 16. Juni 1984                      | Dublin                             | Irland                                         | RDS Arena                              |                                    |
| 45                                 | 18. Juni 1984                      | Leeds                              | England                                        | Queen’s Hall                           |                                    |
| 46                                 | 19. Juni 1984                      | Leeds                              | England                                        | Queen’s Hall                           |                                    |
| 47                                 | 20. Juni 1984                      | Edinburgh                          | Schottland                                     | Playhouse Theatre                      |                                    |
| 48                                 | 21. Juni 1984                      | Edinburgh                          | Schottland                                     | Playhouse Theatre                      |                                    |
| 49                                 | 23. Juni 1984                      | Birmingham                         | England                                        | National Exhibition Centre             |                                    |
| 50                                 | 24. Juni 1984                      | Birmingham                         | England                                        | National Exhibition Centre             |                                    |
| 51                                 | 25. Juni 1984                      | Birmingham                         | England                                        | National Exhibition Centre             |                                    |
| 52                                 | 30. Juni 1984                      | London                             | England                                        | Wembley Stadium                        | Summer of 84 Concert               |
| Leg 2 – Nordamerika                |                                    |                                    |                                                |                                        |                                    |
| 53                                 | 17. August 1984                    | Tempe                              | Vereinigte Staaten                             | ASU Activity Center                    |                                    |
| 54                                 | 18. August 1984                    | Tucson                             | Vereinigte Staaten                             | Convention Center                      |                                    |
| 55                                 | 19. August 1984                    | San Diego                          | Vereinigte Staaten                             | Sports Arena                           |                                    |
| 56                                 | 21. August 1984                    | Inglewood                          | Vereinigte Staaten                             | The Forum                              |                                    |
| 57                                 | 22. August 1984                    | Inglewood                          | Vereinigte Staaten                             | The Forum                              |                                    |
| 58                                 | 23. August 1984                    | Inglewood                          | Vereinigte Staaten                             | The Forum                              |                                    |
| 59                                 | 24. August 1984                    | Paradise                           | Vereinigte Staaten                             | Thomas & Mack Center                   |                                    |
| 60                                 | 25. August 1984                    | Irvine                             | Vereinigte Staaten                             | Irvine Meadows Amphitheatre            |                                    |
| 61                                 | 26. August 1984                    | Irvine                             | Vereinigte Staaten                             | Irvine Meadows Amphitheatre            |                                    |
| 62                                 | 28. August 1984                    | Daly City                          | Vereinigte Staaten                             | Cow Palace                             |                                    |
| 63                                 | 30. August 1984                    | Portland                           | Vereinigte Staaten                             | Memorial Coliseum                      |                                    |
| 64                                 | 31. August 1984                    | Tacoma                             | Vereinigte Staaten                             | Tacoma Dome                            |                                    |
| 65                                 | 1. September 1984                  | Vancouver                          | Kanada                                         | Pacific Coliseum                       |                                    |
| 66                                 | 3. September 1984                  | Calgary                            | Kanada                                         | Olympic Saddledome                     |                                    |
| 67                                 | 4. September 1984                  | Edmonton                           | Kanada                                         | Northlands Coliseum                    |                                    |
| 68                                 | 6. September 1984                  | Provo                              | Vereinigte Staaten                             | Marriott Center                        |                                    |
| 69                                 | 7. September 1984                  | Denver                             | Vereinigte Staaten                             | McNichols Sports Arena                 |                                    |
| 70                                 | 9. September 1984                  | East Troy                          | Vereinigte Staaten                             | Alpine Valley Music Theatre            |                                    |
| 71                                 | 11. September 1984                 | Rosemont                           | Vereinigte Staaten                             | Rosemont Horizon                       |                                    |
| 72                                 | 12. September 1984                 | Detroit                            | Vereinigte Staaten                             | Joe Louis Arena                        |                                    |
| 73                                 | 13. September 1984                 | Toronto                            | Kanada                                         | Maple Leaf Gardens                     |                                    |
| 74                                 | 15. September 1984                 | Cuyahoga Falls                     | Vereinigte Staaten                             | Blossom Music Center                   |                                    |
| 75                                 | 16. September 1984                 | Cuyahoga Falls                     | Vereinigte Staaten                             | Blossom Music Center                   |                                    |
| 76                                 | 18. September 1984                 | St. Paul                           | Vereinigte Staaten                             | Civic Center                           |                                    |
| 77                                 | 20. September 1984                 | Kansas City                        | Vereinigte Staaten                             | Kemper Arena                           |                                    |
| 78                                 | 21. September 1984                 | Lincoln                            | Vereinigte Staaten                             | Bob Devaney Sports Center              |                                    |
| 79                                 | 22. September 1984                 | Ames                               | Vereinigte Staaten                             | Hilton Coliseum                        |                                    |
| 80                                 | 23. September 1984                 | Iowa City                          | Vereinigte Staaten                             | Carver–Hawkeye Arena                   |                                    |
| 81                                 | 25. September 1984                 | Oklahoma City                      | Vereinigte Staaten                             | Myriad Convention Center               |                                    |
| 82                                 | 26. September 1984                 | Austin                             | Vereinigte Staaten                             | Frank Erwin Center                     |                                    |
| 83                                 | 28. September 1984                 | Houston                            | Vereinigte Staaten                             | The Summit                             |                                    |
| 84                                 | 29. September 1984                 | Dallas                             | Vereinigte Staaten                             | Reunion Arena                          |                                    |
| 85                                 | 30. September 1984                 | Baton Rouge                        | Vereinigte Staaten                             | LSU Assembly Center                    |                                    |
| 86                                 | 3. Oktober 1984                    | Memphis                            | Vereinigte Staaten                             | Mid-South Coliseum                     |                                    |
| 87                                 | 5. Oktober 1984                    | Chattanooga                        | Vereinigte Staaten                             | UTC Arena                              |                                    |
| 88                                 | 6. Oktober 1984                    | Atlanta                            | Vereinigte Staaten                             | The Omni                               |                                    |
| 89                                 | 7. Oktober 1984                    | Murfreesboro                       | Vereinigte Staaten                             | Murphy Center                          |                                    |
| 90                                 | 9. Oktober 1984                    | Knoxville                          | Vereinigte Staaten                             | Stokely Athletic Center                |                                    |
| 91                                 | 10. Oktober 1984                   | Charlotte                          | Vereinigte Staaten                             | Coliseum                               |                                    |
| 92                                 | 13. Oktober 1984                   | Hollywood                          | Vereinigte Staaten                             | Sportatorium                           |                                    |
| 93                                 | 14. Oktober 1984                   | Orlando                            | Vereinigte Staaten                             | Orange County Convention Center        |                                    |
| 94                                 | 17. Oktober 1984                   | Landover                           | Vereinigte Staaten                             | Capital Center                         |                                    |
| 95                                 | 18. Oktober 1984                   | Pittsburgh                         | Vereinigte Staaten                             | Civic Arena                            |                                    |
| 96                                 | 19. Oktober 1984                   | Norfolk                            | Vereinigte Staaten                             | Scope Arena                            |                                    |
| 97                                 | 20. Oktober 1984                   | Philadelphia                       | Vereinigte Staaten                             | Spectrum                               |                                    |
| 98                                 | 23. Oktober 1984                   | New York City                      | Vereinigte Staaten                             | Madison Square Garden                  |                                    |
| 99                                 | 24. Oktober 1984                   | New York City                      | Vereinigte Staaten                             | Madison Square Garden                  |                                    |
| 100                                | 25. Oktober 1984                   | New York City                      | Vereinigte Staaten                             | Madison Square Garden                  |                                    |
| 101                                | 26. Oktober 1984                   | New York City                      | Vereinigte Staaten                             | Madison Square Garden                  |                                    |
| 102                                | 28. Oktober 1984                   | Philadelphia                       | Vereinigte Staaten                             | Spectrum                               |                                    |
| 103                                | 29. Oktober 1984                   | New Haven                          | Vereinigte Staaten                             | Veterans Memorial Coliseum             |                                    |
| 104                                | 30. Oktober 1984                   | Montréal                           | Kanada                                         | Forum                                  |                                    |
| 105                                | 31. Oktober 1984                   | Quebec City                        | Kanada                                         | Le Colisée                             |                                    |
| 106                                | 2. November 1984                   | Hartford                           | Vereinigte Staaten                             | Civic Center                           |                                    |
| 107                                | 3. November 1984                   | Worcester                          | Vereinigte Staaten                             | Centrum Center                         |                                    |
| 108                                | 4. November 1984                   | Worcester                          | Vereinigte Staaten                             | Centrum Center                         |                                    |
| 109                                | 5. November 1984                   | Worcester                          | Vereinigte Staaten                             | Centrum Center                         |                                    |
| 110                                | 7. November 1984                   | Raleigh                            | Vereinigte Staaten                             | Reynolds Coliseum                      |                                    |
| 111                                | 8. November 1984                   | Charlotte                          | Vereinigte Staaten                             | Coliseum                               |                                    |
| 112                                | 12. November 1984                  | New York City                      | Vereinigte Staaten                             | Madison Square Garden                  |                                    |
| 113                                | 17. November 1984                  | Tampa                              | Vereinigte Staaten                             | USF Sun Dome                           |                                    |
| 114                                | 18. November 1984                  | Tampa                              | Vereinigte Staaten                             | USF Sun Dome                           |                                    |

## Band
- Elton John: Gesang, Klavier
- Davey Johnstone: Gitarre, Hintergrundgesang
- Fred Mandel: Keyboards, Gitarre, Hintergrundgesang
- Dee Murray: Bass, Hintergrundgesang
- Nigel Olsson: Schlagzeug, Percussion, Hintergrundgesang